# Protestos no Equador em 2019

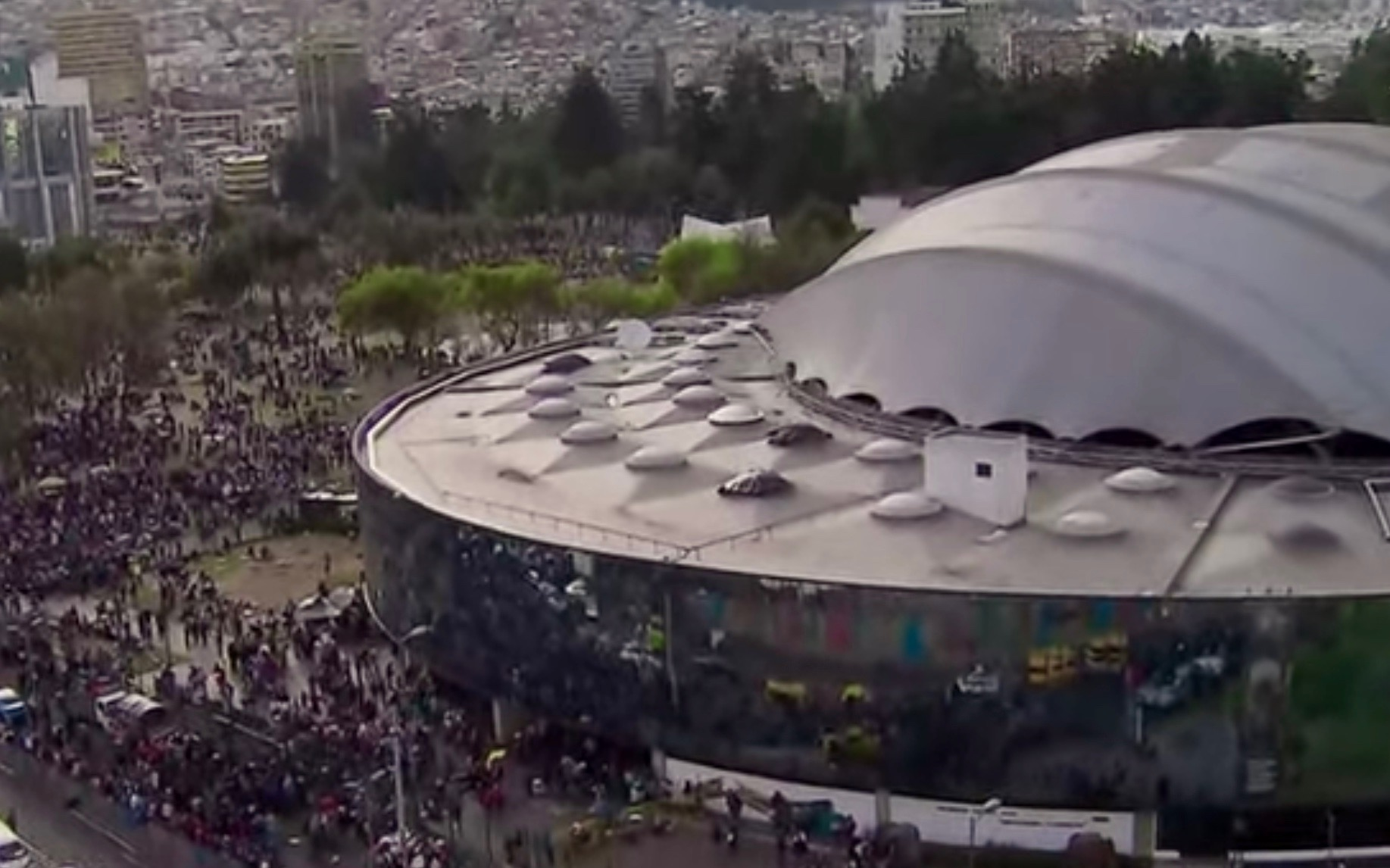
Manifestantes se juntam no centro cultural.

Os protestos no Equador em 2019 foram uma série de protestos e revoltas, que ocorreram entre 3 e 13 de outubro, contra o cancelamento dos subsídios aos combustíveis e contra outros ajustes econômicos (denunciados como austeridade) adotados pelo presidente do Equador Lenín Moreno e sua administração.

## Contexto

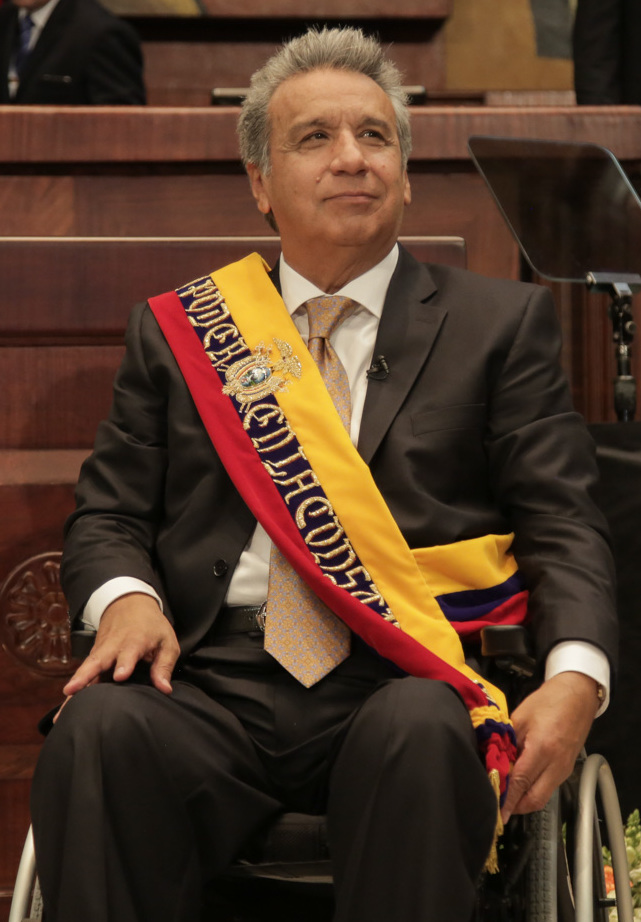
Lenín Moreno durante sua posse como presidente, em 24 de maio de 2017

O presidente equatoriano Lenín Moreno foi eleito em 2017 com o compromisso da Aliança PAIS de seguir as políticas econômicas de esquerda do presidente Rafael Correa que haviam transformado o Equador através da Revolução dos Cidadãos. Correa havia estabelecido grandes programas de assistência social e conseguiu reduzir a pobreza, aumentando ao mesmo tempo o padrão de vida médio no Equador. Na época, Moreno estava preparado para ser o mantenedor do socialismo do século XXI no país.
No entanto, após sua eleição para o cargo, Moreno mudou a posição da Aliança PAIS mais para a direita através de um processo de "Des-Correaização", abolindo muitas das políticas de Correa, abandonando a ALBA altermondialista em favor de laços mais estreitos com a os Estados Unidos e adotando uma política econômica neoliberal que alienou tanto o ex-presidente Correa quanto uma grande porcentagem dos apoiadores de seu próprio partido. As políticas econômicas de Moreno se mostraram muito impopulares com os cidadãos do Equador, resultando em uma queda de seus índices de aprovação de 70% em 2017 para menos de 30% em 2019. Isso culminou na decisão de Moreno de abolir um subsídio de combustível, que até então garantira gasolina e diesel a preços acessíveis para os cidadãos equatorianos. Isso enfureceu certos setores da sociedade equatoriana, desencadeando o início do movimento de protesto.

## Protestos
Os protestos começaram no dia 3 de outubro quando taxistas, caminhoneiros e motoristas de ônibus saíram as ruas para protestar contra a intenção do governo de abolir os subsídios aos combustíveis. Grupos indígenas aderiram aos protestos logo em seguida, junto com estudantes universitários e sindicatos. Os manifestantes declararam suas intenções de manter uma greve geral por tempo indeterminado, que duraria até o governo recuar em sua decisão.
O presidente Moreno declarou um estado de emergência no dia 4 de outubro em meio a protestos em todo o país contra o aumento do preço dos combustíveis. Os protestos haviam prejudicado a rede rodoviária do país, com todas as principais estradas e pontes bloqueadas na capital Quito.
Logo em seguida, Moreno categoricamente se recusou a discutir uma potencial reversão da abolição dos subsídios, dizendo que ele "não negociaria com criminosos", o que gerou tensão entre a Polícia Nacional do Equador e os manifestantes, que estavam tentando entrar no Palácio de Carondelet na capital Quito.
No dia 7 de outubro, as Forças Armadas do Equador foram empregadas pelo governo para forçar os manifestantes a libertarem mais de 50 militares que estavam mantidos em cativeiro por grupos indígenas que faziam parte dos protestos.
No dia 8 de outubro, o presidente Moreno disse que seu governo tinha se realocado para a cidade costal de Guayaquil depois de manifestantes terem ocupado a capital Quito, inclusive o Palácio de Carondelet. No mesmo dia, Moreno acusou seu predecessor Rafael Correa de ter orquestrado um golpe contra ele com a ajuda do presidente da Venezuela, Nicolás Maduro, uma acusação que Correa negou. Mais tarde naquele dia, as autoridades cancelaram a produção de petróleo no campo Sacha, que produz 10% de todo o petróleo nacional, depois de ele ter sido ocupado por manifestantes. Mais dois campos de petróleo foram capturados por manifestantes logo em seguida. Manifestantes também capturaram antenas, fazendo a TV estatal e o rádio ficarem fora do ar em partes do país. Manifestantes indígenas bloquearam a maioria das ruas principais do Equador, interrompendo completamente o transporte para a cidade de Cuenca. Ex-presidente Rafael Correa disse que Moreno estava "acabado" e chamou por eleições antecipadas..
No dia 9 de outubro, manifestantes conseguiram ocupar brevemente a Assembleia Nacional, antes de serem expulsos pela polícia, que usou gás lacrimogêneo. Embates violentos emergiram entre manifestantes e forças policias enquanto os protestos se espalhavam. Moreno declarou que se recusaria a renunciar em qualquer circunstância e impôs um toque de recolher na nação.
No dia 10 de outubro, o país permaneceu paralisado enquanto milhares de manifestantes marchavam e gritavam demandas para a volta do subsídio e a renúncia do presidente. Embora pacífica inicialmente, a violência surgiu depois de os manifestantes irem de encontro à polícia, que tentou dispersara multidão com gás lacrimogênio. Os manifestantes responderam arremessando pedras. O Ministro da Energia reportou que o principal oleoduto tinha parado de operar depois de ser apreendido por manifestantes indígenas.

## Término
Em 13 de outubro, os protestos terminaram depois que o presidente do país concordou em revogar as medidas de austeridade e em restaurar os subsídios aos combustíveis.